# Amaea
Amaea is een geslacht van slakkensoort uit de familie van de Epitoniidae. De wetenschappelijke naam ervan is voor het eerst geldig gepubliceerd in 1853 door Henry en Arthur Adams. Oorspronkelijk deelden zij Amaea als subgenus in bij het geslacht Scala in de familie Scalidae (die naam is niet langer geaccepteerd; nu behoort Amaea tot de Epitoniidae of wenteltrapjes).